# Jalutorovsk
Jalutorovsk (in russo Ялуторовск?; traslitterato anche come Yalutorovsk) è una città della Russia siberiana occidentale, situata nell'omonima oblast'; sorge sul fiume Tobol, 75 chilometri a sudest del capoluogo Tjumen'. È capoluogo dello Jalutorovskij rajon.
Fondata nel 1639 con il nome di Jalutorovskij sul sito dell'insediamento tataro di Jablu-Tura, ottenne lo status di città nel 1782.

## Società

### Evoluzione demografica
Fonte: mojgorod.ru
| 1897  | 1926  | 1939   | 1959   | 1979   | 1989   | 2002   | 2007   |
| ----- | ----- | ------ | ------ | ------ | ------ | ------ | ------ |
| 3 500 | 5 700 | 13 600 | 20 200 | 32 900 | 36 800 | 36 088 | 36 800 |